# 大阪市立関目小学校
大阪市立関目小学校（おおさかしりつ せきめしょうがっこう）は、大阪府大阪市城東区にある公立小学校。

## 沿革
1942年に大阪市榎並国民学校（現在の大阪市立榎並小学校）より分離し、旭区古市1丁目11番地（現在地・当時の住所表示）に開校した。
その後地域の児童数の増加により、大阪市立すみれ小学校・大阪市立関目東小学校の2校を分離している。
- 1942年4月1日 - 大阪市関目国民学校として開校。
- 1944年9月 - 福井県坂井郡丸岡町（現在の坂井市丸岡町）へ集団疎開。
- 1947年4月 - 学制改革により、大阪市立関目小学校と改称。
- 1957年9月2日 - 分校を設置（現在の大阪市立すみれ小学校）。
- 1958年4月1日 - 分校が大阪市立関目東小学校（直後に大阪市立すみれ小学校と改称）として独立開校。
- 1964年5月 - 算数科教育の研究校に指定される。
- 1967年3月 - 学校基本調査の成績優良として、文部大臣表彰を受賞。
- 1977年4月1日 - 大阪市立関目東小学校を分離。
- 1987年2月 - 「よい歯の学校」として表彰を受ける。
- 1990年3月 - 大阪市教育委員会から、図画工作科の研究校に指定される。
- 2006年 - 大阪市教育委員会の学校緑化モデル事業の対象校となり、運動場の芝生化を実施。

## 通学区域
- 大阪市城東区 関目3・5・6丁目。

卒業生は大阪市立菫中学校に進学する。

## 交通
- 京阪本線 関目駅、地下鉄今里筋線 関目成育駅 北東へ約400m。
- 地下鉄谷町線 関目高殿駅 南東へ約400m。